# Studentensportraad
Een studentensportraad of overkoepelend studenten sportorgaan (OSSO) van een stad is de overkoepelende instantie van alle aangesloten studentensportverenigingen. Daarnaast worden de belangen behartigd van alle sportkaarthouders in die stad en worden vanuit de sportraad evenementen georganiseerd. Dit doen zij onder auspiciën van Studentensport Nederland (SSN).
| OSSO                   | Stad             | Instelling                                                                     |
| ---------------------- | ---------------- | ------------------------------------------------------------------------------ |
| ACLO                   | Groningen        | Rijksuniversiteit Groningen, Hanzehogeschool Groningen                         |
| SSA                    | Amsterdam        | Universiteit van Amsterdam, Hogeschool van Amsterdam                           |
| SSVU                   | Amsterdam        | Vrije Universiteit Amsterdam                                                   |
| SCVR                   | Delft            | Technische Universiteit Delft                                                  |
| ESSF                   | Eindhoven        | Technische Universiteit Eindhoven, Fontys Hogeschool Eindhoven, Design Academy |
| MUSST                  | Maastricht       | Universiteit Maastricht                                                        |
| NSSR                   | Nijmegen         | Radboud Universiteit Nijmegen, Hogeschool Arnhem Nijmegen                      |
| FOSST                  | Tilburg          | Universiteit van Tilburg, Fontys Hogeschool Tilburg                            |
| RSSR                   | Rotterdam        | Erasmus Universiteit Rotterdam                                                 |
| Sportkoepel UT         | Enschede         | Universiteit Twente                                                            |
| SWU Thymos             | Wageningen       | Universiteit Wageningen                                                        |
| SSL                    | Leiden           | Universiteit Leiden, Hogeschool Leiden                                         |
| SrU                    | Utrecht          | Universiteit Utrecht, Hogeschool Utrecht                                       |
| Overige Studentensport |                  |                                                                                |
| Bureau Hogeschoolsport | Den Haag         | Haagse Hogeschool                                                              |
| LV&S                   | 's-Hertogenbosch | Avans Hogeschool, HAS green academy                                            |
|                        | Emmen            | Hogeschool Drenthe                                                             |
|                        | Leeuwarden       | Hogeschool Van Hall Larenstein, NHL Hogeschool                                 |
|                        | Vlissingen       | Hogeschool Zeeland                                                             |